# Изенгау
Изенгау (на немски: Isengau) е средновековно гау-графство в югоизточна Бавария, Германия. Намира се на река Изен от река Рот до река Алц.
Първият гауграф през 790 – 820 г. е граф Йоб (Якоб), след него Хаймо, Тунипалд и Еренберт. Западната част на Изенгау няма дълго гауграф. Долната част на гауграфството отива на графовете фон Крайбург на Ин и Ортенбург близо до Пасау. Епископите на Фрайзинг и други родове получават много земи на Изен.

## Благороднически родове и (гау)-графове в Изенгау
Родовете:
- Фагана
- Арибони

Гау-графове:
- Йоб (Якоб) (790 – 820), граф в Изенгау
- Хаймо
- Тунипалд
- Еренберт
- Ермберт (878)
- Хартвиг I († 985), пфалцграф на Бавария, 960 г. граф в Изенгау, 963 г. в Залцбургау, граф в Каринтия (близък роднина на Арибоните)[1]
  - Епо (Еберхард, Еброхард), негов син, граф в Изенгау (995), граф в Леобентал (1044) (Арибони)
- Кадалхох († 951/953)
- Кадалхох II (пр. 958), граф в Изенгау в Залцбургау (Арибони)[2]
  - Кадалхох III (959 – 978), граф дясно от Ин (Фогтаройт) (?)
  - Еберхард (995)
  - Арибо I († ok. 1004), граф в Химгау и Леобенгау и от 985 г. пфалцграф на Бавария. Зет на пфалцграф Хартвиг I (Арибони)
    - Хадалхох († 1030), граф в Изенгау
      - Хадалхох V († 1050)
- Маркварт I фон Химгау († 1085), (Зигхардинги)
- Улрих фон Пасау († 1099) (Диполдинги-Рапотони), от 1078 г. бургграф на Пасау, наследник на собственостите на Маркварт чрез женитба с неговата вдовица
- Енгелберт II фон Спанхайм († 1141) (Спанхайми), зет на Улрих фон Пасау
  - Рапото I († 1186) (Спанхайм – Ортенбурги)